# Henrietta Anna Stuartovna
Henrietta Anna Stuartovna, francouzsky Henriette d'Angleterre, zvaná rovněž Minette (16. června 1644, Exeter – 30. června 1670, Saint-Cloud) byla nejmladší dítě anglického krále Karla I. Stuarta a jeho manželky Henrietty Marie.

## Biografie
Henrietta Anna se narodila v Bedford House v Exeteru, když v Anglii zuřila občanská válka. Jejími staršími bratry byli pozdější angličtí králové Karel II. Stuart a Jakub II. Stuart. Dva týdny po narození děvčátka opustila její matka Henrietta Marie, rodem francouzská princezna, Anglii a přeplavila se do své rodné země. Henriettu Annu zanechala v péči lady Villiersové. Děvčátko uvidělo svou matku poprvé až po dvou letech. Od roku 1649, když byl její otec král Karel I. na základě rozsudku anglického parlamentu popraven, našla útočiště spolu s matkou a staršími sourozenci na francouzském dvoře, kde byl králem matčin synovec Ludvík XIV.

## Manželství
31. března roku 1661, ve věku 17 let, se Henrietta Anna provdala za svého bratrance Filipa I. Orleánského, bratra krále Ludvíka XIV. Svatba se uskutečnila v kapli Palais-Royal v Paříži. Manželství nepatřilo ke šťastným. Filip byl chorobně žárlivý, na druhé straně ji zanedbával a dával přednost společnosti mužů; jeho favorité ji otevřeně ponižovali. Henrietta Anna se kvůli tomu obrátila na krále Ludvíka XIV., z čehož povstaly pomluvy, že snad by oni dva měli mít spolu poměr; jejich vztah byl v každém případě velmi blízký. Henrietta Anna využila svého vlivu na krále k tomu, že jeden z oblíbenců jejího muže byl poslán do vyhnanství. Když však se jednou z jejích dvorních dam stala Louise de La Vallière, dostala se Henrietta Anna na královském dvoře do pozadí: Ludvík XIV. poznal Louisu u své švagrové, zamiloval se do ní a měl s ní i nemanželské děti. Henrietta Anna se poté úzce spřátelila s Olympií Mancini, neteří kardinála Mazarina. Když však Henrietta Anna jako velmi mladá zemřela, vzpomínal na ni Ludvík XIV. a tesknil více než její manžel.

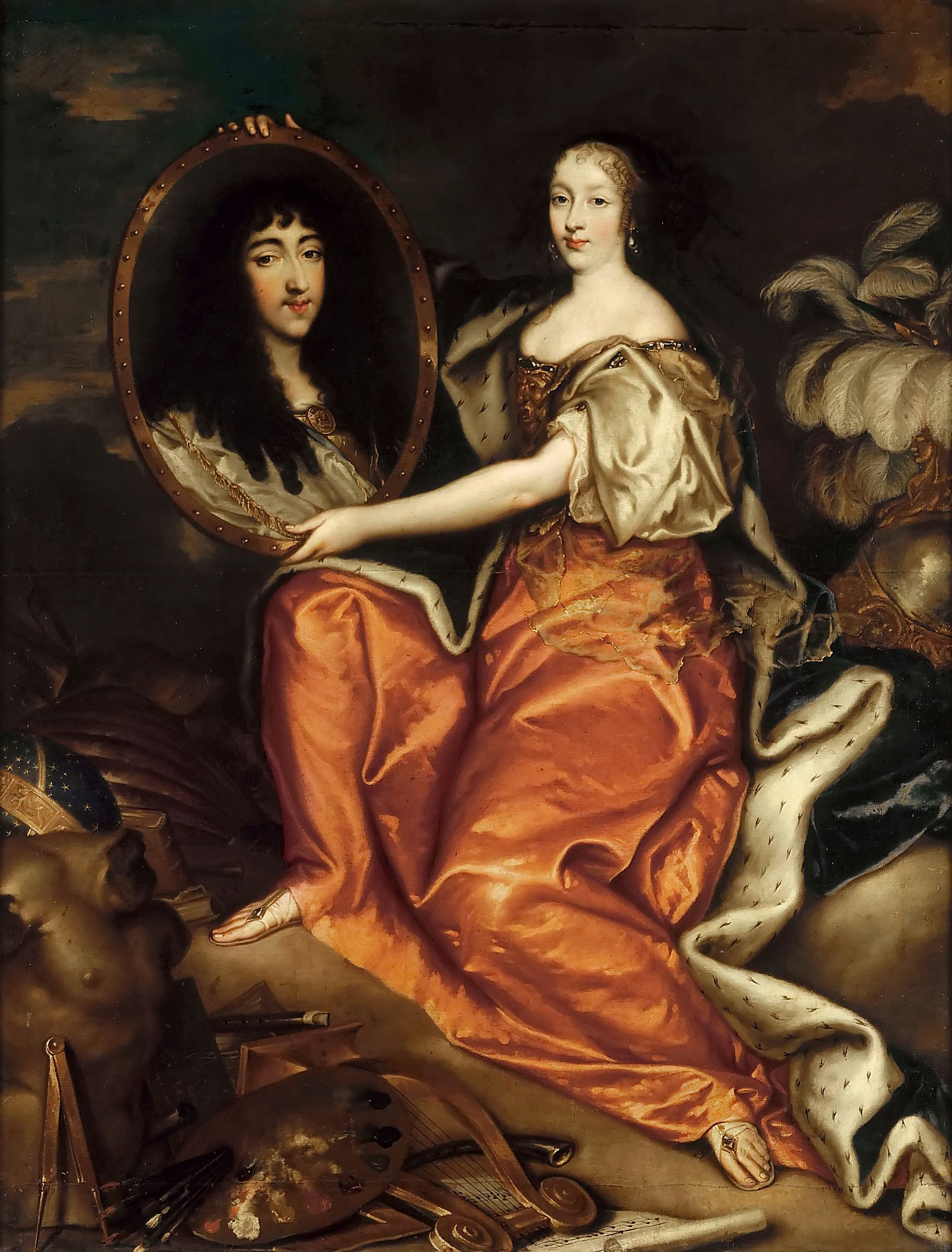
Henrietta drží portrét svého manžela

Henrietta Anna je známa svou korespondencí, kterou vedla se svým bratrem, králem Karlem II., k němuž ji poutal velmi těsný vzájemný vztah. Aby ho podpořila, přijela v roce 1670 do Anglie vyjednat uzavření tajné Doverské smlouvy, aliance mezi Anglií a Francií.

## Potomci
Z manželství Henrietty Anny a Filipa Orleánského vzešli čtyři potomci:
- Marie Louisa Orleánská (26. března 1662 – 12. února 1689), ⚭ 1679 Karel II. Španělský (6. listopadu 1661 – 1. listopadu 1700), král španělský, neapolský a sicilský
- Filip Karel (16. července 1664 – 8. prosince 1666)
- dcera (*/† 9. července 1665)
- Anna Marie Orleánská (27. srpna 1669 – 26. srpna 1728), ⚭ 1684 Viktor Amadeus II. (14. května 1666 – 31. října 1732), vévoda savojský, král sicilský a sardinský

## Smrt
Kromě porodů těchto donošených dětí Henrietta Anna čtyřikrát potratila: v roce 1663, 1666, 1667 a 1668. Vyčerpaná opakovanými porody a potraty zemřela v Saint-Cloud jako šestadvacetiletá krátce po návratu z vytoužené návštěvy Anglie. Po její smrti (zemřela poté, co vypila sklenici vody) se vynořily zvěsti o tom, že ji otrávil žárlivý milenec jejího manžela, Filip, rytíř de Lorraine-Armagnac. Proto byla provedena pitva, která ukázala, že příčinou smrti byl zánět pobřišnice způsobený spontánní perforací žaludku.
Po její smrti se Filip, který potřeboval mužského potomka, oženil podruhé, a to s Alžbětou Šarlotou Falckou.
Po smrti posledního potomka z přímé mužské linie Stuartovců kardinála Jindřicha Benedikta Stuarta (vnuka krále Jakuba II., Henriettina staršího bratra), se jakobité snažili prosadit na anglický trůn Henriettiny potomky, což se však nepodařilo.

## Vývod z předků
|                             |                               |  |                      |                           |  |  |  |  |  |  |  | Matyáš Stuart, IV. hrabě z Lennoxu |
|                             |                               |  |                      |                           |  |  |  |  |  |  |  |                                    |
|                             | Jindřich Stuart, lord Darnley |  |                      |                           |  |  |  |  |  |  |  |                                    |
|                             |                               |  |                      |                           |  |  |  |  |  |  |  |                                    |
|                             |                               |  |                      | Markéta Douglasová        |  |  |  |  |  |  |  |                                    |
|                             |                               |  |                      |                           |  |  |  |  |  |  |  |                                    |
|                             | Jakub I. Stuart               |  |                      |                           |  |  |  |  |  |  |  |                                    |
|                             |                               |  |                      |                           |  |  |  |  |  |  |  |                                    |
|                             |                               |  |                      | Jakub V. Skotský          |  |  |  |  |  |  |  |                                    |
|                             |                               |  |                      |                           |  |  |  |  |  |  |  |                                    |
|                             | Marie Stuartovna              |  |                      |                           |  |  |  |  |  |  |  |                                    |
|                             |                               |  |                      |                           |  |  |  |  |  |  |  |                                    |
|                             |                               |  |                      | Marie de Guise            |  |  |  |  |  |  |  |                                    |
|                             |                               |  |                      |                           |  |  |  |  |  |  |  |                                    |
|                             | Karel I. Stuart               |  |                      |                           |  |  |  |  |  |  |  |                                    |
|                             |                               |  |                      |                           |  |  |  |  |  |  |  |                                    |
|                             |                               |  |                      | Kristián III. Dánský      |  |  |  |  |  |  |  |                                    |
|                             |                               |  |                      |                           |  |  |  |  |  |  |  |                                    |
|                             | Frederik II. Dánský           |  |                      |                           |  |  |  |  |  |  |  |                                    |
|                             |                               |  |                      |                           |  |  |  |  |  |  |  |                                    |
|                             |                               |  |                      | Dorotea Sasko-Lauenburská |  |  |  |  |  |  |  |                                    |
|                             |                               |  |                      |                           |  |  |  |  |  |  |  |                                    |
|                             | Anna Dánská                   |  |                      |                           |  |  |  |  |  |  |  |                                    |
|                             |                               |  |                      |                           |  |  |  |  |  |  |  |                                    |
|                             |                               |  |                      | Oldřich III. Meklenburský |  |  |  |  |  |  |  |                                    |
|                             |                               |  |                      |                           |  |  |  |  |  |  |  |                                    |
|                             | Žofie Meklenburská            |  |                      |                           |  |  |  |  |  |  |  |                                    |
|                             |                               |  |                      |                           |  |  |  |  |  |  |  |                                    |
|                             |                               |  |                      | Alžběta Dánská            |  |  |  |  |  |  |  |                                    |
|                             |                               |  |                      |                           |  |  |  |  |  |  |  |                                    |
| 'Henrietta Anna Stuartovna' |                               |  |                      |                           |  |  |  |  |  |  |  |                                    |
|                             |                               |  |                      |                           |  |  |  |  |  |  |  |                                    |
|                             |                               |  | Karel IV. Bourbonský |                           |  |  |  |  |  |  |  |                                    |
|                             |                               |  |                      |                           |  |  |  |  |  |  |  |                                    |
|                             | Antonín Navarrský             |  |                      |                           |  |  |  |  |  |  |  |                                    |
|                             |                               |  |                      |                           |  |  |  |  |  |  |  |                                    |
|                             |                               |  |                      | Františka z Alençonu      |  |  |  |  |  |  |  |                                    |
|                             |                               |  |                      |                           |  |  |  |  |  |  |  |                                    |
|                             | Jindřich IV. Francouzský      |  |                      |                           |  |  |  |  |  |  |  |                                    |
|                             |                               |  |                      |                           |  |  |  |  |  |  |  |                                    |
|                             |                               |  |                      | Jindřich II. Navarrský    |  |  |  |  |  |  |  |                                    |
|                             |                               |  |                      |                           |  |  |  |  |  |  |  |                                    |
|                             | Jana III. Navarrská           |  |                      |                           |  |  |  |  |  |  |  |                                    |
|                             |                               |  |                      |                           |  |  |  |  |  |  |  |                                    |
|                             |                               |  |                      | Markéta z Angoulême       |  |  |  |  |  |  |  |                                    |
|                             |                               |  |                      |                           |  |  |  |  |  |  |  |                                    |
|                             | Henrietta Marie Bourbonská    |  |                      |                           |  |  |  |  |  |  |  |                                    |
|                             |                               |  |                      |                           |  |  |  |  |  |  |  |                                    |
|                             |                               |  |                      | Cosimo I. de Medici       |  |  |  |  |  |  |  |                                    |
|                             |                               |  |                      |                           |  |  |  |  |  |  |  |                                    |
|                             | František I. Medicejský       |  |                      |                           |  |  |  |  |  |  |  |                                    |
|                             |                               |  |                      |                           |  |  |  |  |  |  |  |                                    |
|                             |                               |  |                      | Eleonora Toledská         |  |  |  |  |  |  |  |                                    |
|                             |                               |  |                      |                           |  |  |  |  |  |  |  |                                    |
|                             | Marie Medicejská              |  |                      |                           |  |  |  |  |  |  |  |                                    |
|                             |                               |  |                      |                           |  |  |  |  |  |  |  |                                    |
|                             |                               |  |                      | Ferdinand I. Habsburský   |  |  |  |  |  |  |  |                                    |
|                             |                               |  |                      |                           |  |  |  |  |  |  |  |                                    |
|                             | Johana Habsburská             |  |                      |                           |  |  |  |  |  |  |  |                                    |
|                             |                               |  |                      |                           |  |  |  |  |  |  |  |                                    |
|                             |                               |  |                      | Anna Jagellonská          |  |  |  |  |  |  |  |                                    |
|                             |                               |  |                      |                           |  |  |  |  |  |  |  |                                    |